# ゼードルフ (ローテンブルク郡)
ゼードルフ (ドイツ語: Seedorf) は、ドイツ連邦共和国ニーダーザクセン州のローテンブルク（ヴュンメ）郡に属す町村（以下、本項では便宜上「町」と記述する）で、ザムトゲマインデ・ゼルジンゲンを構成する町村の一つである。

## 地理

### 位置
ゼードルフは連邦道B71号線沿いの、ブレーマーフェルデとツェーフェンとの間に位置し、北海までは約90kmの距離にある。

### 自治体の構成
- ゼードルフ
- ゴーデンシュテット

## 行政

### 議会
この町の町議会は町長を含めて11議席からなる。

### 紋章
この町の紋章は金地に、銀色のマンモスが描かれている。マンモスの牙と爪は金色である。

## 経済と社会資本

### 軍事
この町には1963年から2006年までオランダ軍の駐屯地があった。2006年10月以降ここにはドイツ連邦陸軍の第31空挺旅団（旅団司令部はオルデンブルクに所在）の主力部隊が駐屯している。

## 人物

### 名誉町民
- ペーター・シュトルック（1943年 - ）政治家 (SPD)。ドイツ国防大臣を務めた。2005年に名誉町民号を授与された。

## 引用
1. ↑  Landesamt für Statistik Niedersachsen, LSN-Online Regionaldatenbank, Tabelle A100001G: Fortschreibung des Bevölkerungsstandes, Stand 31. Dezember 2023